# Distrikt Crucero
Der Distrikt Crucero liegt in der Provinz Carabaya in der Region Puno in Südost-Peru. Der Distrikt besitzt eine Fläche von 855 km². Beim Zensus 2017 wurden 9741 Einwohner gezählt. Im Jahr 1993 betrug die Einwohnerzahl 6633, im Jahr 2007 8474. Sitz der Distriktverwaltung ist die 4124 m hoch gelegene Kleinstadt Crucero mit 7413 Einwohnern (Stand 2017). Crucero befindet sich knapp 55 km südöstlich der Provinzhauptstadt Macusani.

## Geographische Lage
Der Distrikt Crucero befindet sich im Andenhochland im äußersten Südosten der Provinz Carabaya. Die Längsausdehnung in WNW-OSO-Richtung beträgt 58 km, die maximale Breite liegt bei etwa 20 km. Der Río Ramis (auch Río Crucero) fließt entlang der südlichen Distriktgrenze nach Westen. Im Nordwesten liegt der See Laguna Ticllococha, im Nordosten die Seen Laguna Aricoma, Laguna Veluyoc Cocha und Laguna Cocaña Cocha. Östlich der Laguna Aricoma erhebt sich der 5306 m hohe Nevado Aricoma.
Der Distrikt Crucero grenzt im Südosten an die Distrikte Ananea und Putina (beide in der Provinz San Antonio de Putina), im Südwesten an den Distrikt Potoni (Provinz Azángaro), im Westen an den Distrikt Ajoyani, im Norden an den Distrikt Distrikt Usicayos sowie im Nordosten und Osten an die Distrikte Limbani, Patambuco und Distrikt Cuyocuyo (alle drei in der Provinz Sandia).

## Ortschaften
Neben dem Hauptort gibt es folgende größere Ortschaften im Distrikt:
- Oruro (429 Einwohner)